# Kanton Abbeville-1
 Abbeville-1  is een kanton van het Franse departement Somme. Het kanton maakt deel uit van het arrondissement  Abbeville.
Het kanton Abbeville-1 werd  gevormd ingevolge het decreet van 26 februari 2014, met uitwerking op 22 maart 2015 en met Abbeville als hoofdplaats.

## Gemeenten
Het kanton omvat volgende gemeenten :
- Noordelijk deel van Abbeville
- Agenvillers
- Bellancourt
- Buigny-Saint-Maclou
- Canchy
- Caours
- Domvast
- Drucat
- Forest-l'Abbaye
- Forest-Montiers
- Gapennes
- Grand-Laviers
- Hautvillers-Ouville
- Lamotte-Buleux
- Millencourt-en-Ponthieu
- Neufmoulin
- Neuilly-l'Hôpital
- Nouvion
- Noyelles-sur-Mer
- Ponthoile
- Port-le-Grand
- Sailly-Flibeaucourt
- Le Titre
- Vauchelles-les-Quesnoy